# الور ستار
اَلور سِتار (به انگلیسی: Alor Setar) معروف به "شهر کاسهٔ برنج مالزی"، مرکز ایالت کداح این کشور است.
این شهر که بیش از ۴۰۰ هزار نفر جمعیت دارد با تاریخی بیش از ۲۵۰ سال نه تنها از قدیمی‌ترین شهرهای منطقه است که از بعضی شهرهای معروف دنیا همچون واشینگتن دی. سی. و سیدنی نیز قدیمی‌تر است.
آلور استار پایتخت ایالت کداح مالزی و مرکز اداری منطقهٔ کوتا ستار است. این شهر با امکانات هوایی، راه آهن، جاده و دریایی به عنوان مرکزی برای رفت‌وآمد به شمال و عزیمت به نقاطی همچون پاکت، کوتا باهرو، لنکاوی و غیره مورد استفاده واقع می‌شود.
بسیاری از مشاهیر مالزی من‌جمله دو نخست وزیر سابق این کشور ( تونکو عبدالرحمان و مهاتیر محمد) در این شهر به دنیا آمده‌اند.